# 旧街街道
旧街街道，是中华人民共和国湖北省武汉市新洲区下辖的一个乡镇级行政单位。

## 行政区划
旧街街道下辖以下地区：
振兴社区、新集社区、火车站社区、旧街村、清水塘村、凤凰山村、烽火山村、莲花塘村、戴家湾村、楼寨村、九城岗村、石堤河村、梅河村、石头咀村、茶亭村、程家河村、王屋村、寨岗山村、戴家山村、肖家畈村、高家山村、曾家畈村、王家寨村、姚家河村、团上村、冯家岗村、黄林墅村、段家山村、大山垴村、四合庄村、孔子河村、左家河村、李家寨村、洪家山村、得胜山村、道观河村、九明村、新集村、李湾村、三河口村、张家寨村、刘家畈村、细河口村、曹家井村、王兴寨村、利河村、狮子岩村、大雾山村、汪家山村、祠堂湾村、杨家山村、新八冲村、栗树山村、徐家畈村、万全村、二四岗村、熊畈村、七里岗村、三角山村、操家湾村和旧街街农科所生活区。

## 交通
- 京九铁路：新洲站